# Ami Girard

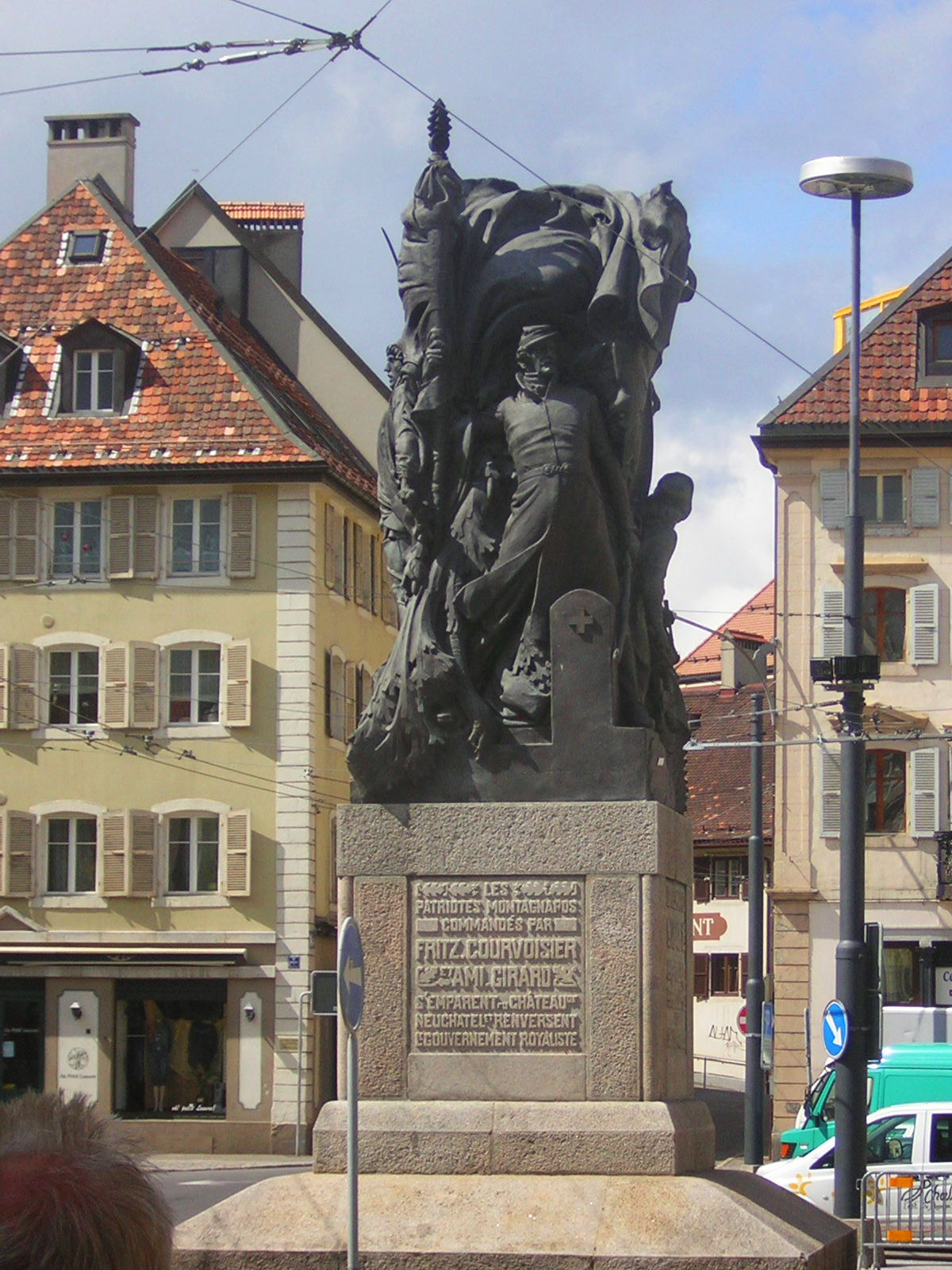
Herdenkingsmonument van de Revolutie van Neuchâtel van 1848 in La Chaux-de-Fonds met beelden van Fritz Courvoisier en Ami Girard. Het onderschrift luidt: "Les patriotes montagnards commandés par Fritz Courvoisier et Ami Girard s'emparent du château de Neuchatel et renversent le gouvernement royaliste." In het Nederlands betekent dat: "De patriotten uit de bergen, aangevoerd door Fritz Courvoisier en Ami Girard namen het kasteel van Neuchâtel in en brachten de monarchie ten val.")

Ami Girard (Chézard-Saint-Martin, 6 februari 1819 - Renan, 10 april 1900) was een Zwitsers militair en politicus.

## Afkomst en studies
Ami Girard was een zoon van Jean-Frédéric Girard, een kapitein en herbergier uit Renan, en van Marie Mauley. Girard voltrok zijn studies in het Pruisische Lörrach (Groothertogdom Baden) en in Bienne. Girard was advocaat, notaris en later architect. Hij was gehuwd met Julie Liengme.

## Militair
In 1847 werd Girard eerste luitenant in de federale generale staf. Rond deze periode was hij betrokken in de Sonderbund-oorlog, tevens in het jaar 1847. In 1867, na zijn politieke carrière, werd hij kolonel in het Zwitsers leger. 

### Revolutie van Neuchâtel
In de nacht van 29 februari op 1 maart 1848 vervoegde Girard in La Chaux-de-Fonds Fritz Courvoisier en andere republikeinsgezinden uit het Vorstendom Neuchâtel. Zij kwamen in opstand tegen het Pruisische bewind, schaften de monarchie af en riepen de republiek uit.

### Neuchâtelcrisis
Acht jaar later, in 1856, kwam Girard tijdens de Neuchâtelcrisis aan het hoofd te staan van 200 republikeinsgezinde vrijwilligers die met succes de vier staatsraden bevrijden die door monarchisten werden gevangen gehouden tijdens hun poging tot staatsgreep.

## Politicus
Nadat in Neuchâtel de republiek werd uitgeroepen in 1848, was Girard lid van de grondwetgevende vergadering van Neuchâtel en in die hoedanigheid mede-opsteller van de nieuwe grondwet van Neuchâtel. Tevens werd hij verkozen in de Grote Raad van Neuchâtel, het parlement van het kanton Neuchâtel. Hij zetelde er tussen 1848 en 1854. Tussen 1851 en 1852 was hij eveneens prefect van La Chaux-de-Fonds. Daarna was hij van 1852 tot 1853 bovendien lid van de Staatsraad van Neuchâtel, de kantonnale regering. Girard was bevoegd voor Oorlog en Openbare Werken. Deze twee mandaten combineerde hij me zijn zetel in de Grote Raad.
In 1853 vestigde Girard zich in Renan, in het naburige kanton Bern, waar zijn vader woonde. Ook in dit kanton werd hij verkozen in het kantonsparlement, de Grote Raad van Bern, waarin hij zetelde vanaf 1859. Sinds de federale parlementsverkiezingen van 1860 zetelde hij tegelijkertijd in de Nationale Raad en dat namens het kanton Neuchâtel. In 1869 kwam er een einde aan zijn politieke mandaten.
- Gemeinsame Normdatei: 1052025544
- Historisch woordenboek van Zwitserland: 004503
- Zwitserse Bondsvergadering: 2150
- Virtual International Authority File: 308745094
- WorldCat: E39PBJjddjhXXHxyXjmy9wQKBP